# Stigmella kazakhstanica
Stigmella kazakhstanica is een vlinder uit de familie dwergmineermotten (Nepticulidae). De wetenschappelijke naam is voor het eerst geldig gepubliceerd in 1991 door Puplesis.
De soort komt voor in Europa. Ze werd ontdekt in het westen van de Kazachse Socialistische Sovjetrepubliek, noordelijk van de Kaspische Zee in het stroomgebied van de beneden-Wolga. Larven zijn mineerders van iepen- (Ulmus-)bladeren.